# Schwan (Symbol)
Der weiße Schwan, seit der Antike ein Symbol für Licht und Reinheit, später auch für das Lebensende, steht im christlichen Kontext unter anderem als Symbol für den Reformator Martin Luther.

## Antike und außereuropäische Kulturen
Im griechisch-römischen Altertum war der Schwan ein dem Apollon zugeordneter Begleiter und symbolisierte Reinheit und Licht. Männlich konnotiert war auch die Rolle des Schwans in dessen Gestalt sich Zeus der Leda näherte. Die Hieroglyphica des Horapollon deuten den Schwan als „musikalischen Greis“.
Kelten und Anishinabe (eine indigene Ethnie Nordamerikas) sahen den Schwan als Sonnentier. Im Hinduismus wird der Schwan, häufiger aber Gans oder Ganter als Begleiter und Reittier (hamsa) Brahmas gezeigt. In archaische Zeiten zurück verweist auch die Verbindung mit dem Tod, wie der Schwan im Fernen Osten oder bei den Persern als Jenseitsgestalt auftritt. In China erscheint das Motiv der Schwanenjungfrau seit dem 2. Jahrhundert v. Chr., ebenso in orientalischen Märchen und im Wölundlied der Edda.

## Mitteleuropa
In der Hochkultur der europäischen Frühzeit spielt der Schwan als Symbol kaum eine Rolle, im späteren Mittelalter ist er eher als literarisches Motiv greifbar, etwa in der Goldenen Schmiede des Konrad von Würzburg, wo der „Schwanengesang“ mit der Klage des sterbenden Christus am Kreuz in Beziehung gesetzt wird: „Man sagt, dass der Schwan singet, wenn er sterben soll, dem tut sein Sohn gleichen wohl“. Der Schwan als Heiligenattribut wurde bei Cuthbert von Lindisfarne, Hugo von Grenoble, Hugo von Lincoln und Liudger beobachtet, wobei aber die Darstellungen nicht immer von anderen Entenvögeln zu unterscheiden sind.
Das Emblemata-Handbuch hat zehn Beispiele dieser Kunstform aus dem 16.–17. Jahrhundert zusammengetragen.
Um 1900 spielt der Schwan, etwa bei Baudelaire oder Mallarmé, als Bild für den Dichter eine literarische Rolle.

## Luther-Schwan

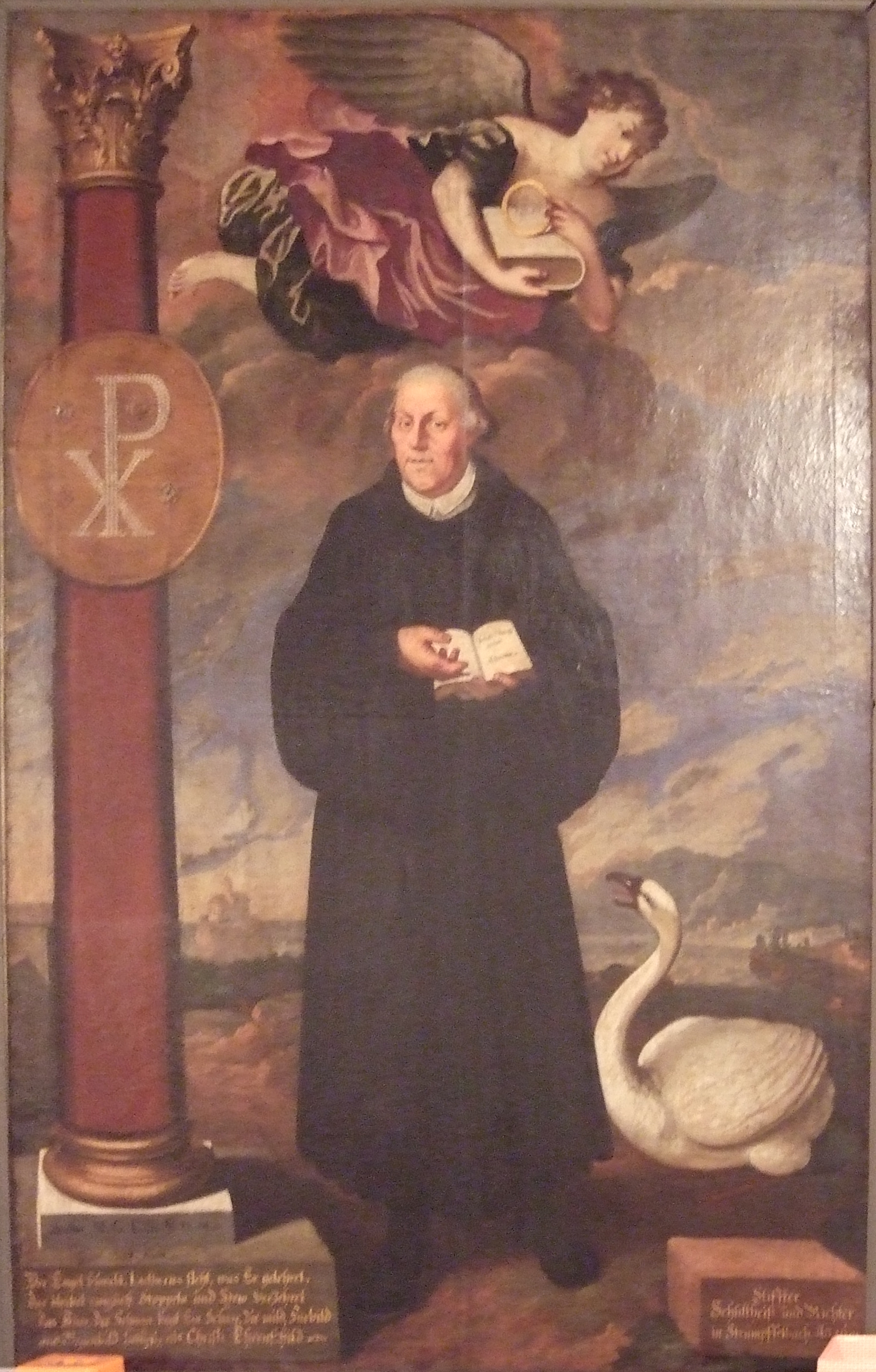
Luther mit dem Schwan, Gemälde Kirche Strümpfelbach im Remstal

Dass der Schwan zum Symbol für Luther wurde, geht auf einen dem böhmischen Vorreformator Jan Hus zugeschriebenen Ausspruch zurück: Hus wurde 1415 während des Konzils von Konstanz als Häretiker hingerichtet. Er soll, bevor er verbrannt wurde, gesagt haben: „Heute bratet ihr eine Gans, aber aus der Asche wird ein Schwan auferstehen“ (tschechisch „Hus“ bedeutet „Gans“). Martin Luther bezog diese Weissagung auf sich, als er 1531 schrieb: „Sanct Johannes Hus hat von mir geweissagt, da er aus dem gefegnis jnn Behemerland schreib, Sie werden jtzt eine gans braten (denn Hus heisst eine gans), Aber uber hundert jaren werden sie einen schwanen singen hören, Den sollen sie leiden. Da sols auch bey bleiben, ob Gott will.“
Nach dem Tode Luthers verbreitete sich das Bildmotiv von „Luther mit dem Schwan“. Erste Bilder stammen aus dem 16. Jahrhundert. In den folgenden beiden Jahrhunderten spielte das Attribut in den unterschiedlichsten Varianten eine wesentliche Rolle in der künstlerischen Darstellung von Luthers Leben und Werk. Es fand in vielen Kirchen Einzug als Wand- und Emporenmalerei, auf Leinwand- und Tafelgemälden und vereinzelt als Skulpturenschmuck (Altar der Martinikirche Halberstadt). Außerdem wurden die Einbände von Bibeln und Gesangbüchern mit dem Symbol verziert und trugen so zur wesentlichen Verbreitung des Symbols bei.
Der Schwan findet sich daher in zahlreichen lutherischen Gemeinden anstelle eines Wetterhahnes auf der Kirchturmspitze, besonders in Nordwestdeutschland und in den Niederlanden, wo der sogenannte „Lutherschwan“ die konfessionelle Abgrenzung zu den reformierten Gemeinden deutlich machte. Eine Ausnahme in Ostfriesland ist die reformierte Kirche in Groothusen, die auf Betreiben von Katharina von Wasa einen Lutherschwan und zeitweise einen lutherischen Pastor bekam.
Man findet den Lutherschwan aber auch an anderen Orten wie etwa in Monschau in der Eifel, Wuppertal-Barmen auf der Alten Kirche Wupperfeld oder auf der ev. Kirche in Sprockhövel-Haßlinghausen.

### Kirchen, Kirchen- und Glockentürme mit dem „Lutherschwan“

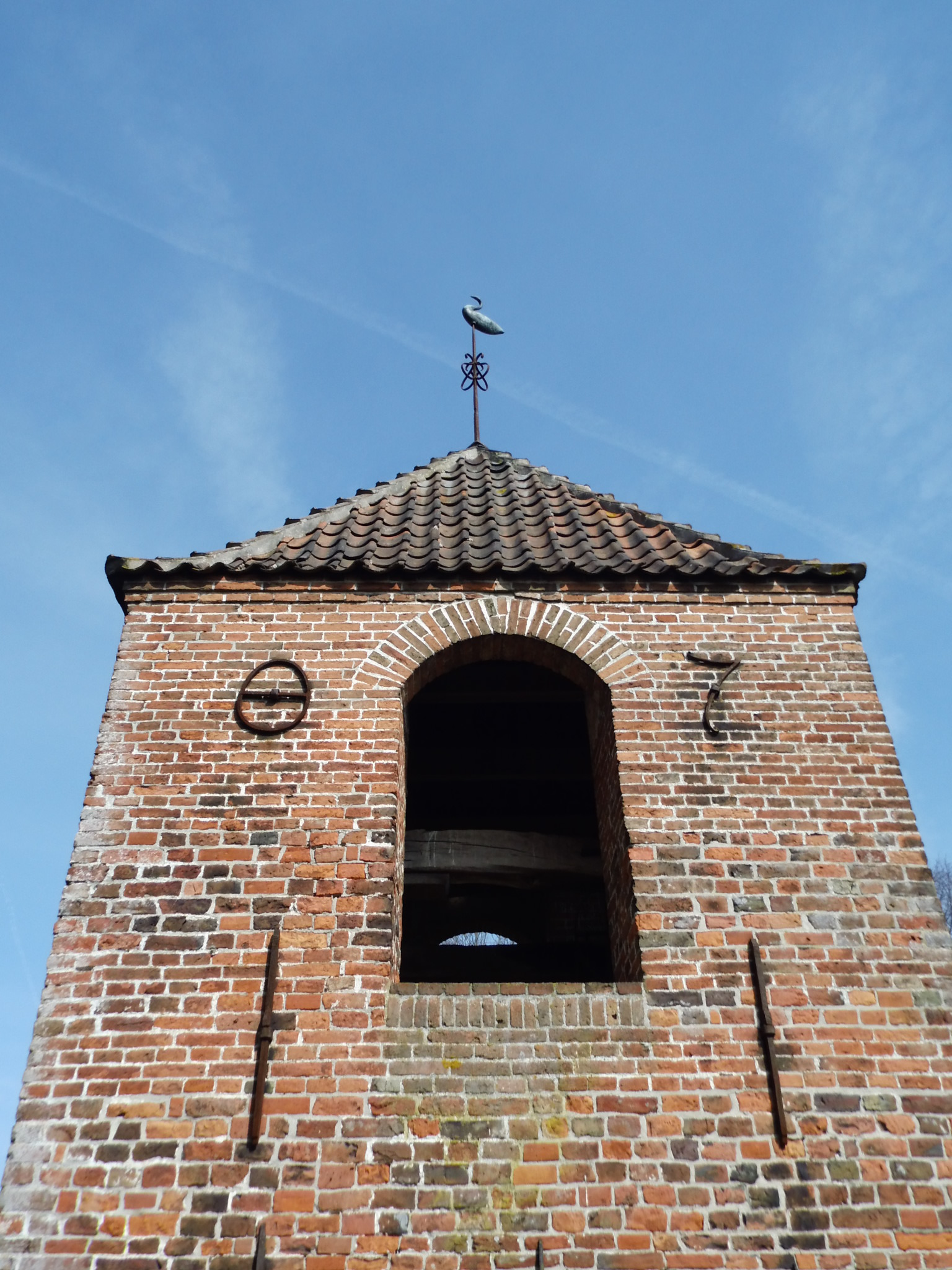
Glockenturm der Evangelisch-lutherischen Kirche Ardorf
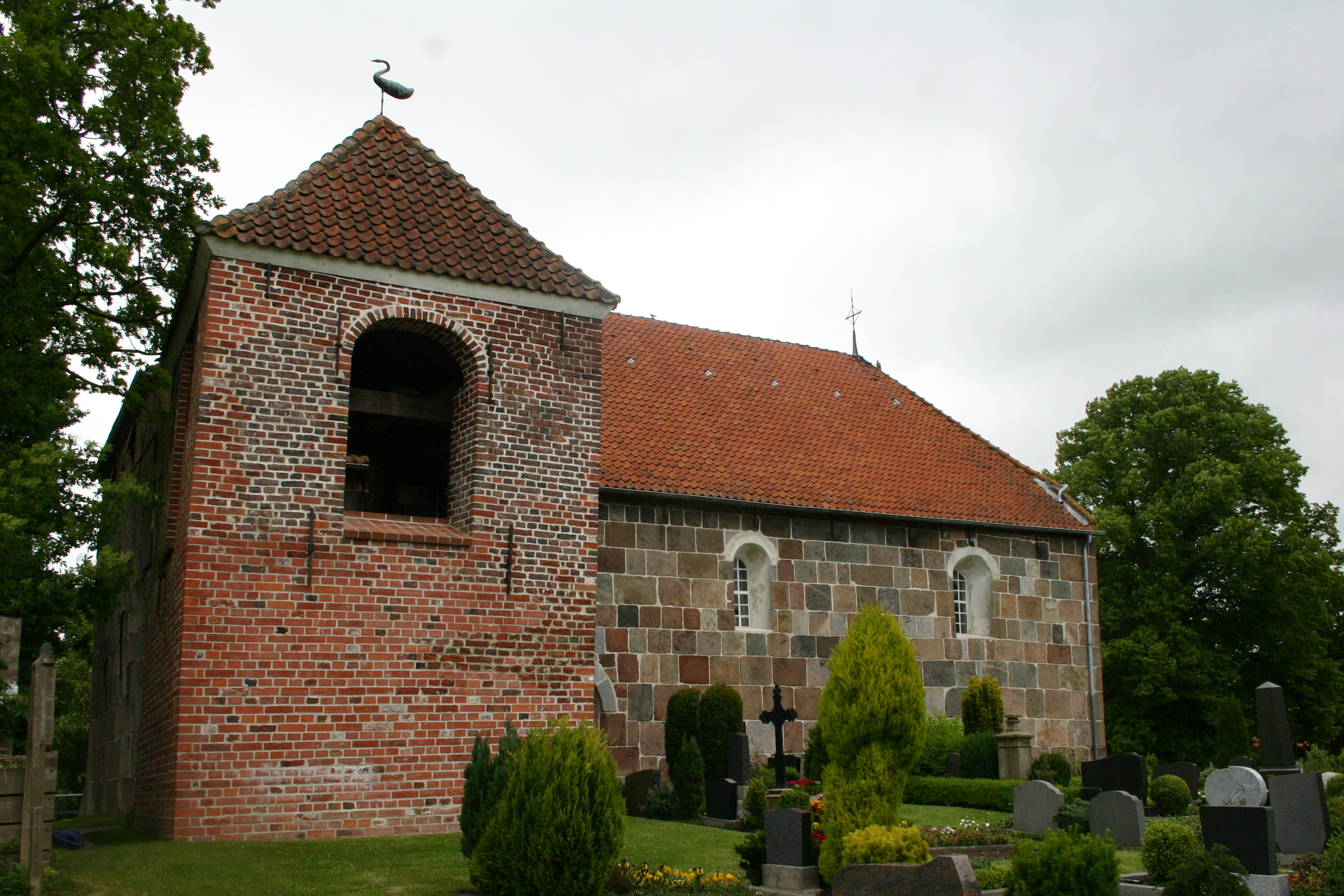
St.-Dionysius-Kirche Asel
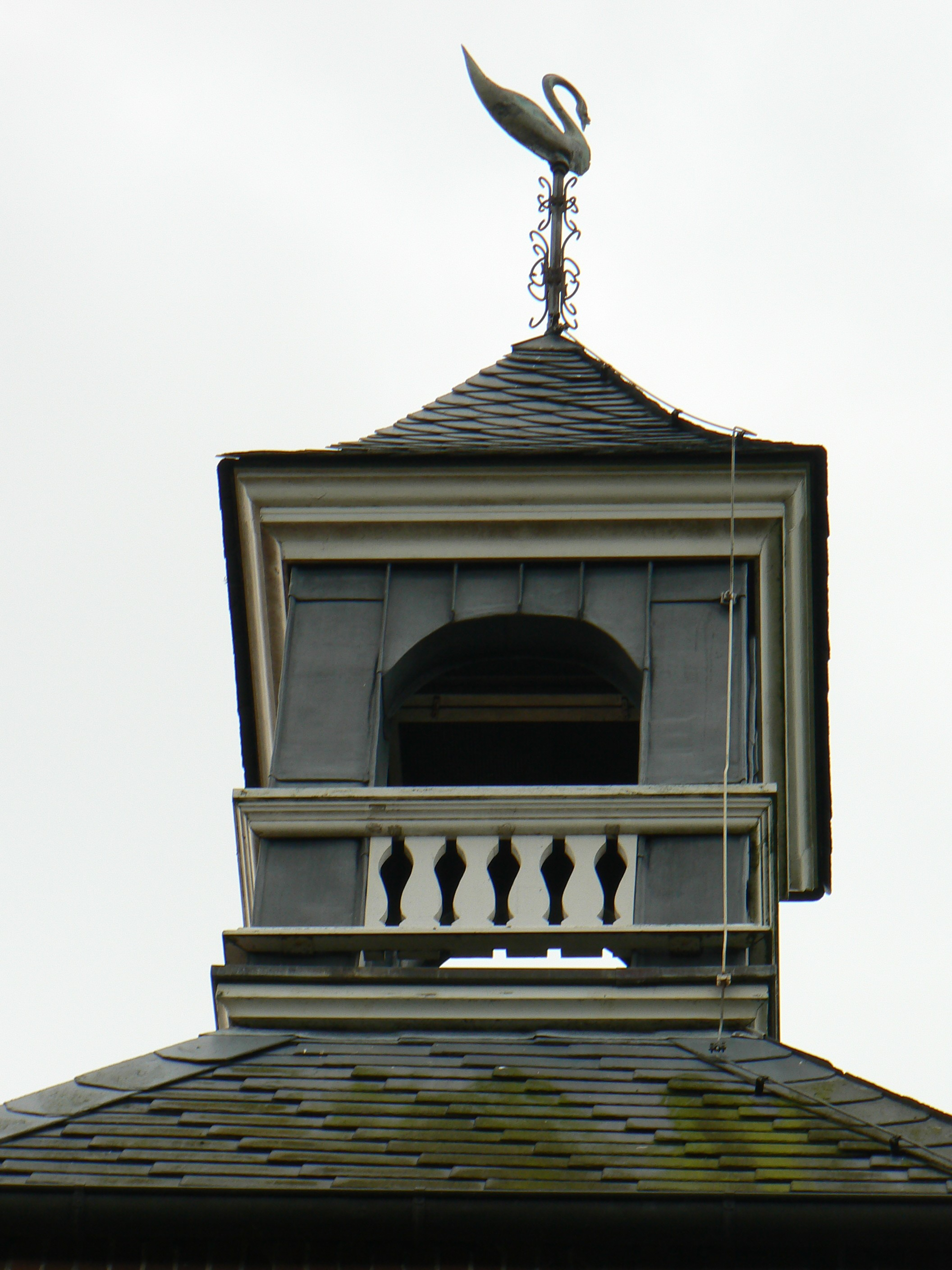
Turmspitze der Maria-Magdalena-Kirche Berdum
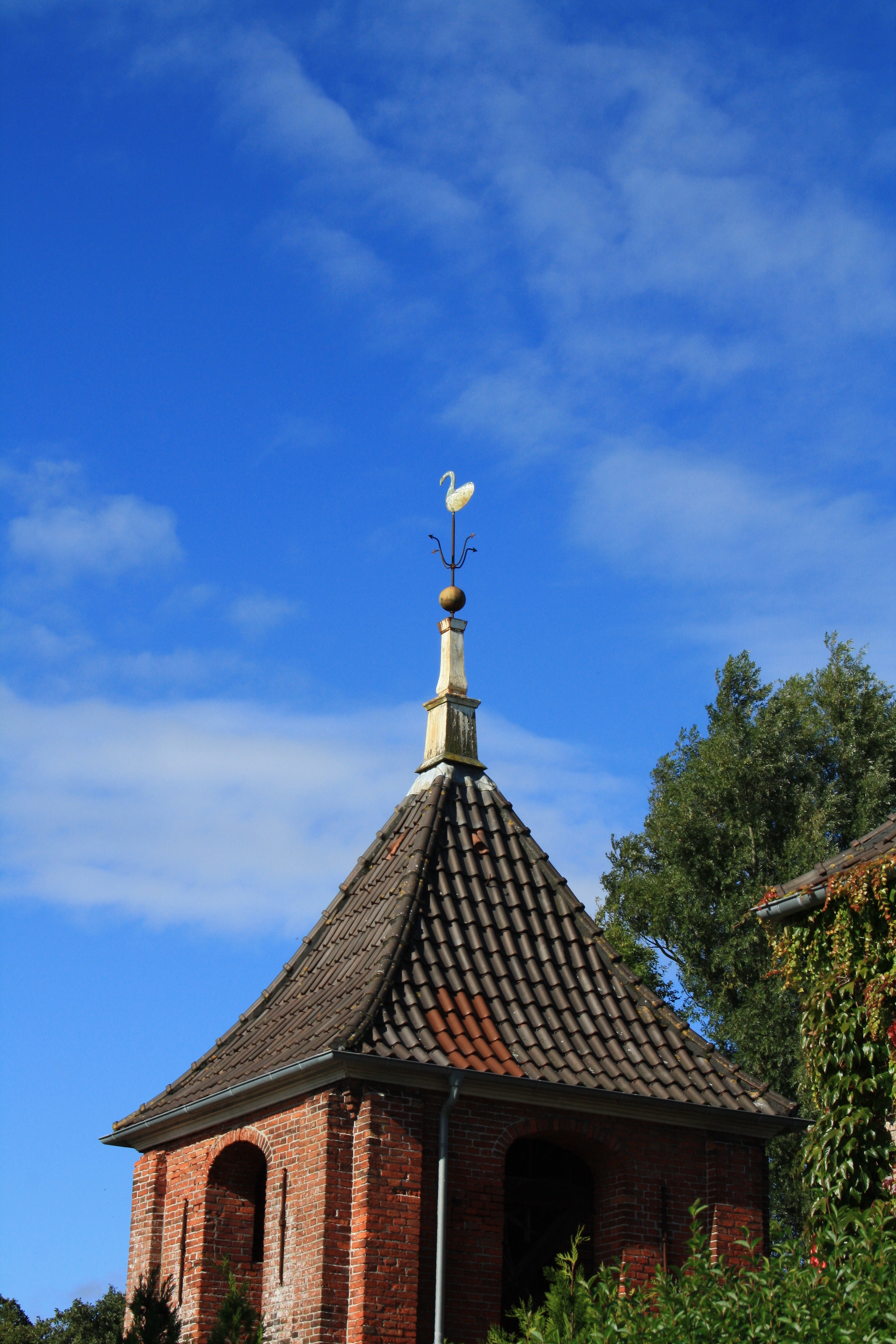
Turmspitze der Deichkirche Carolinensiel
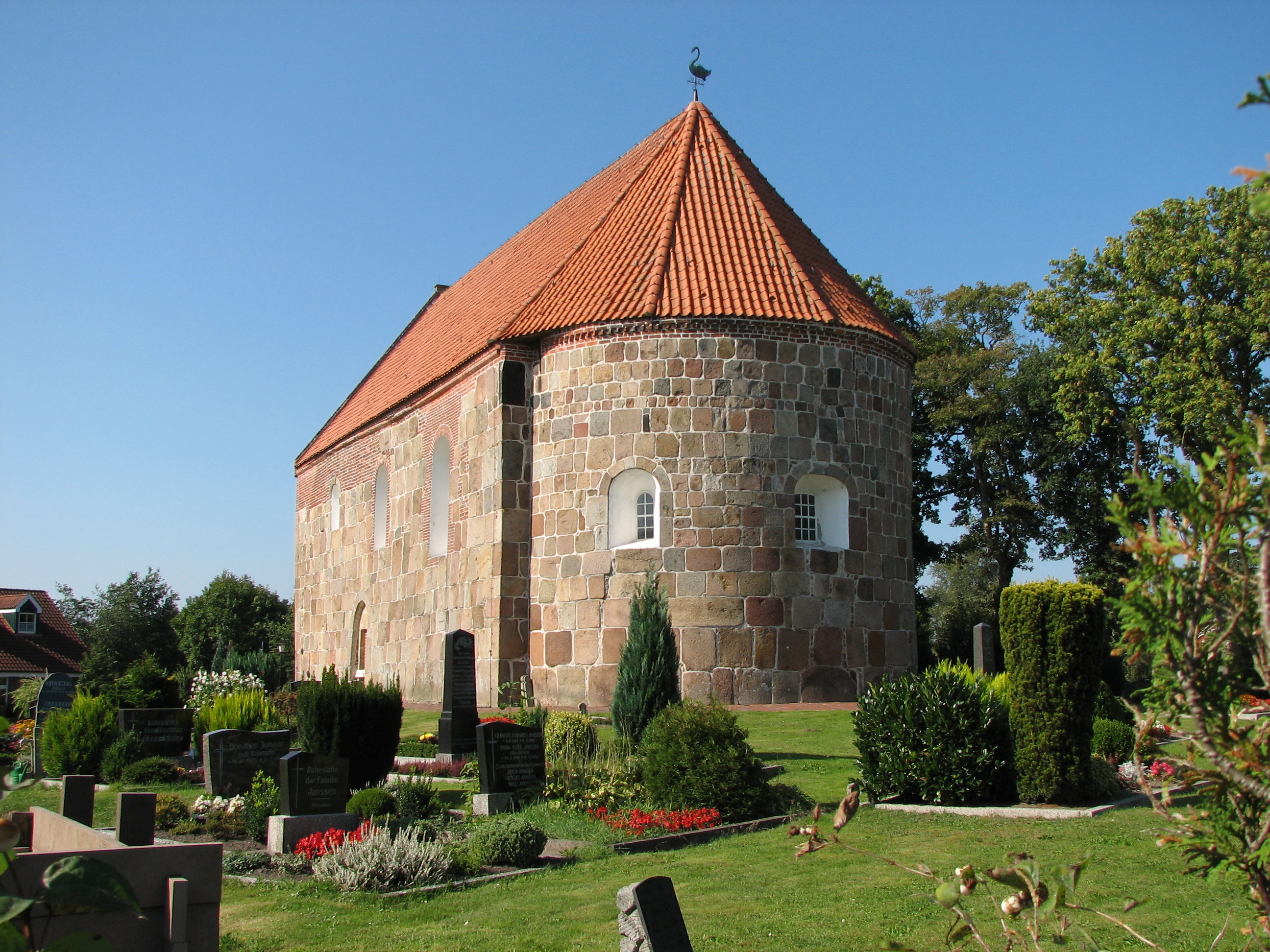
St.-Marcus-Kirche Marx
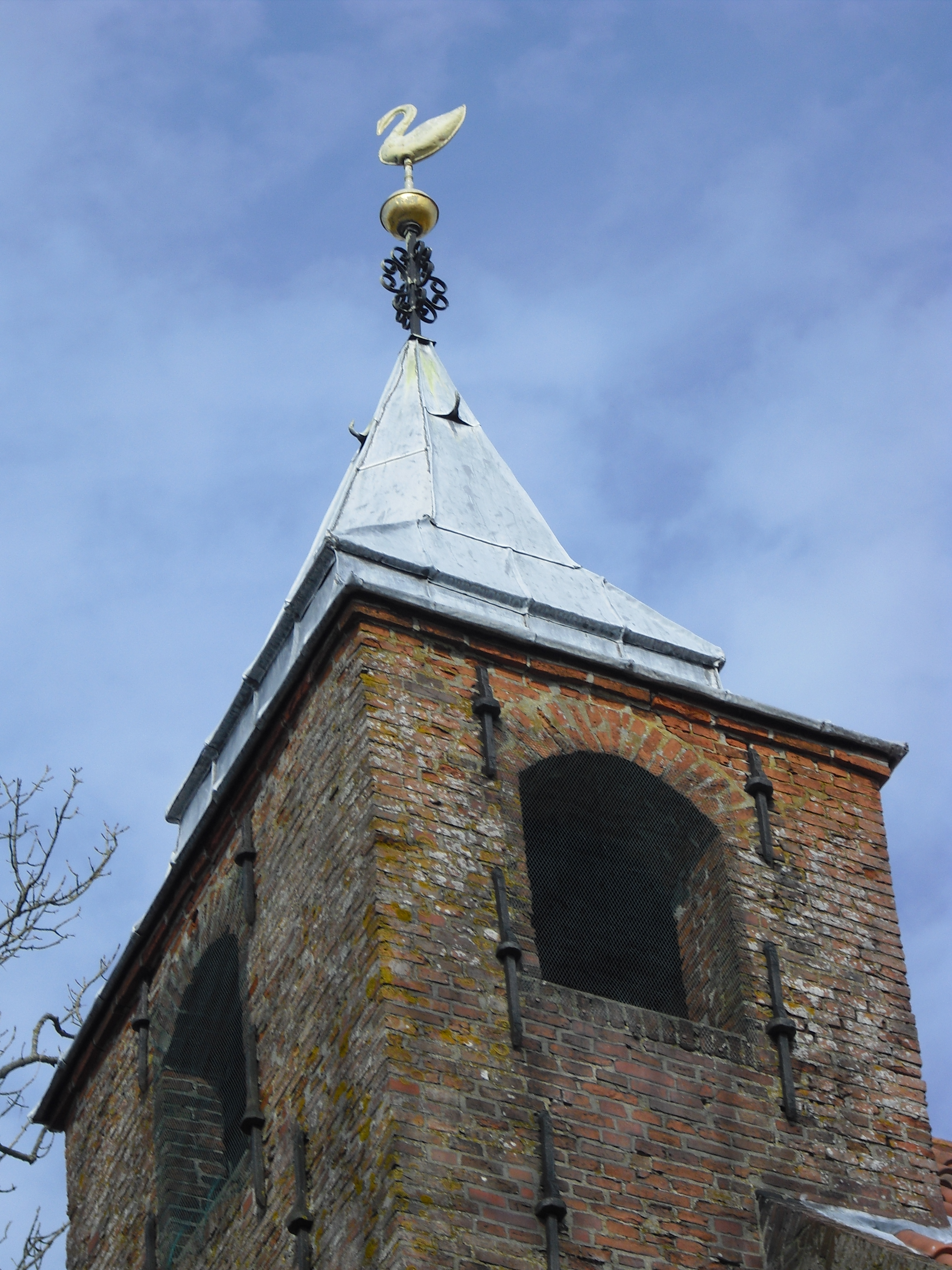
Kirchturmspitze der Evangelisch-lutherischen Kirche Middoge
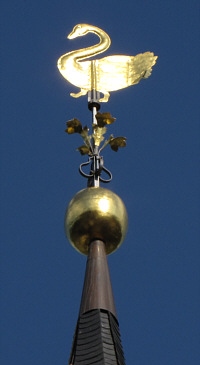
Schwan auf der Turmspitze der Evangelischen Kirche in Monschau
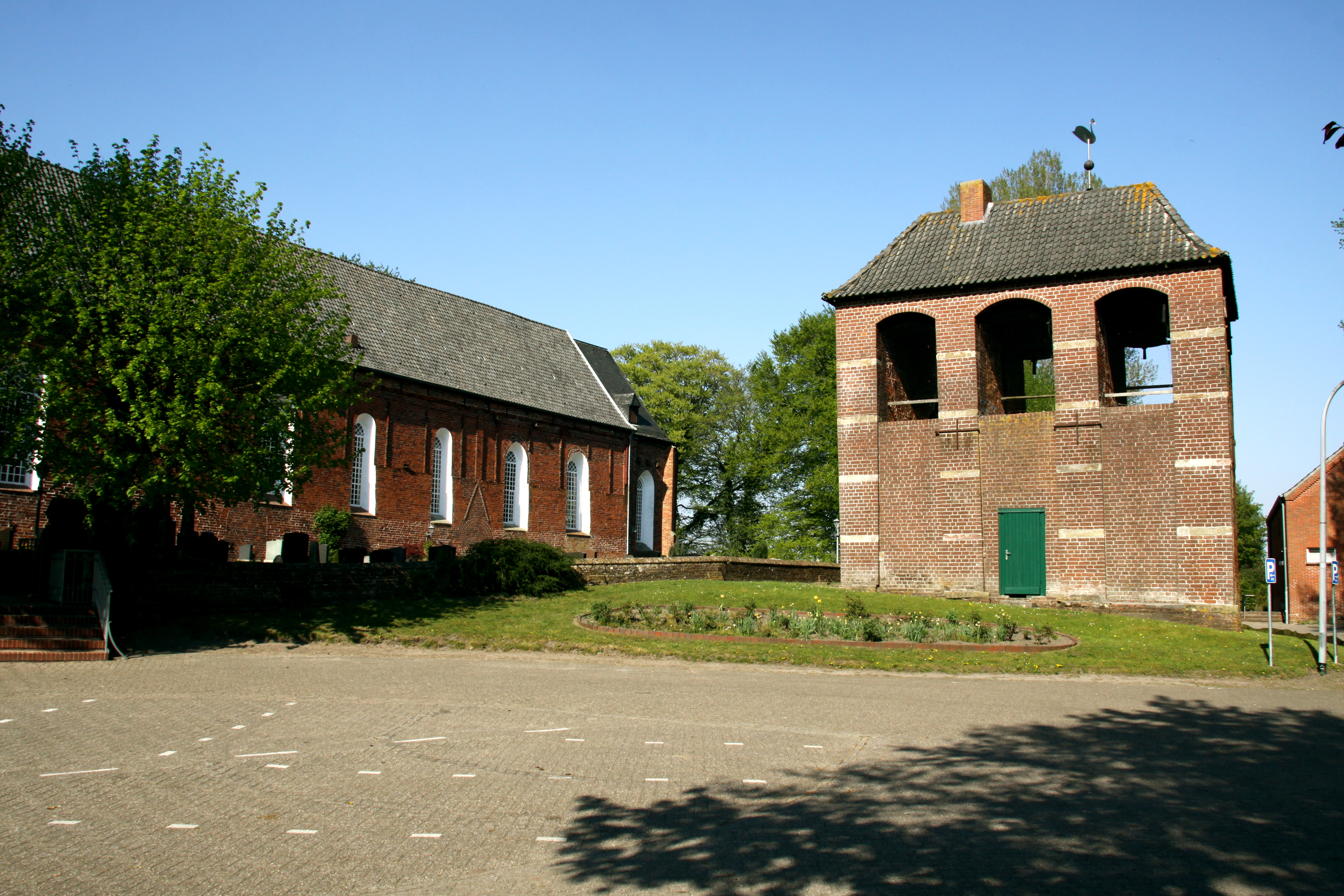
Evangelisch-lutherische St.-Victor-Kirche Victorbur
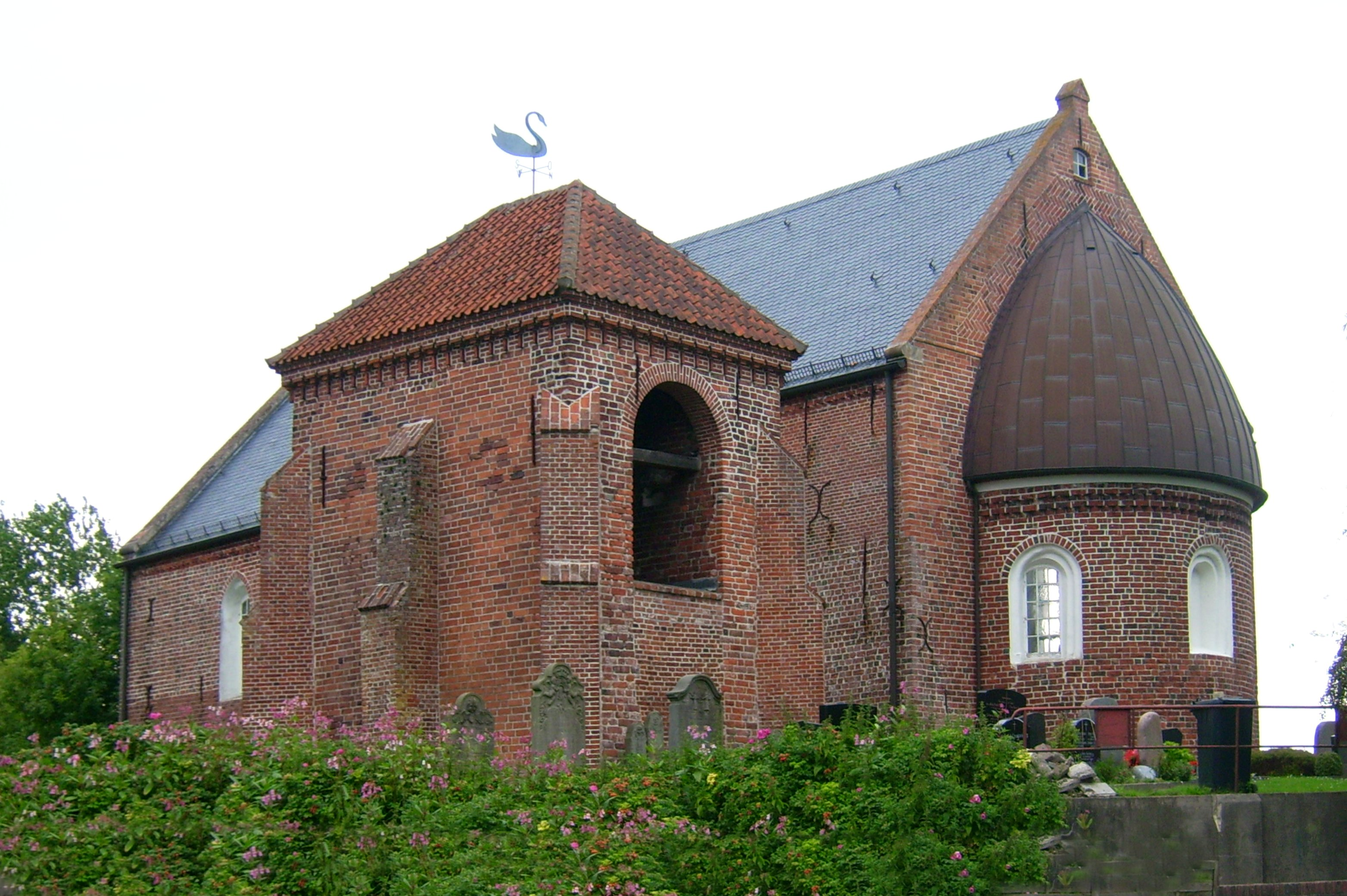
Evangelisch-lutherische Petrikirche Westeraccum
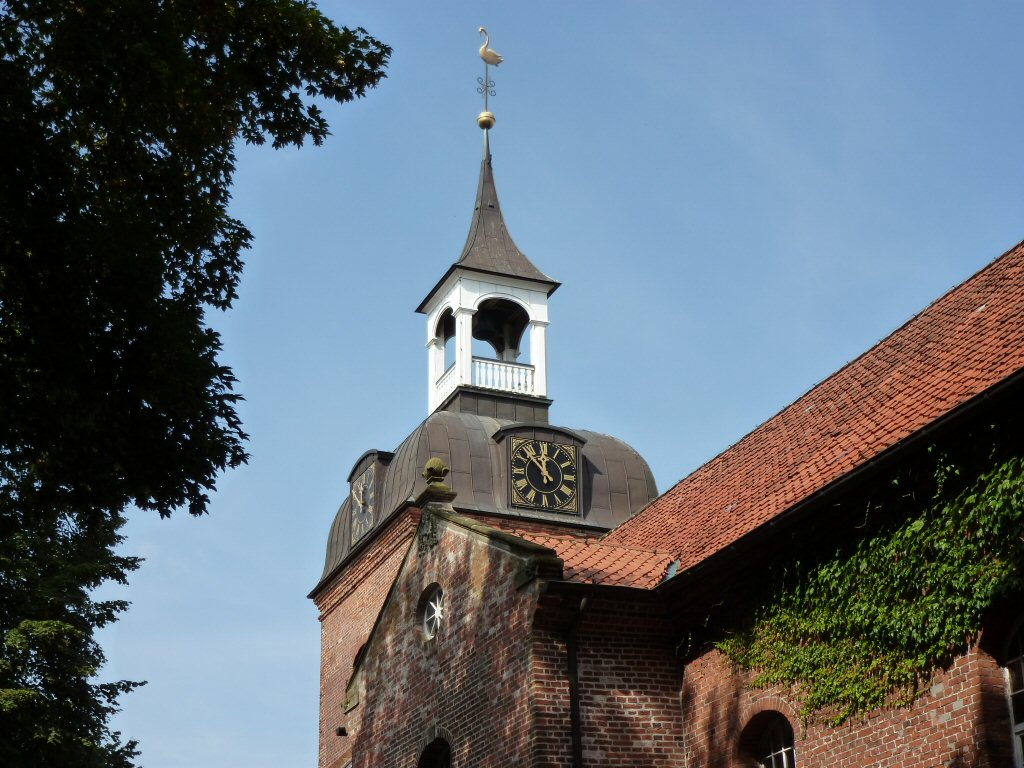
Glockenturm der St.-Nicolai-Kirche Wittmund
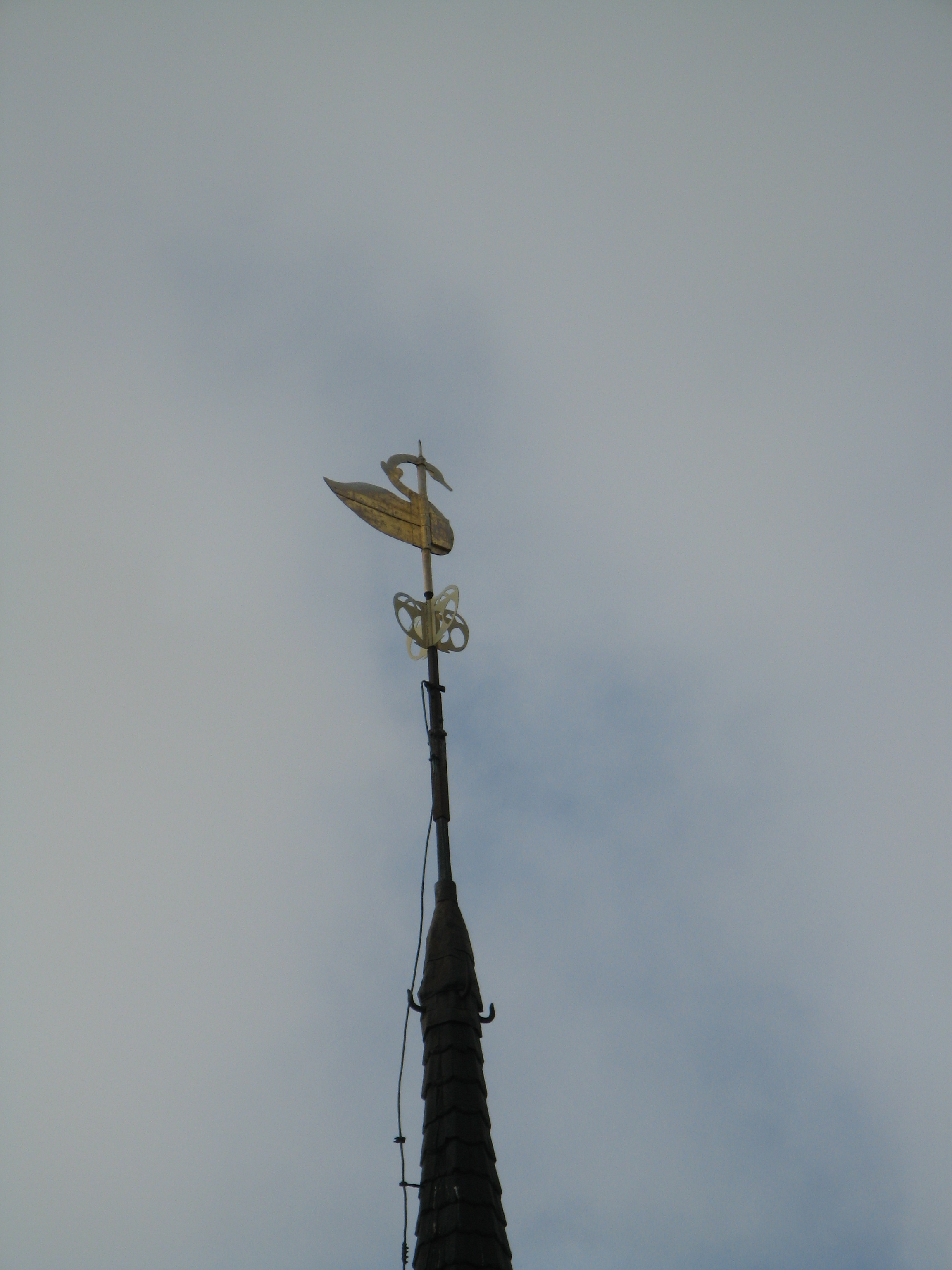
Turmspitze der Kirche in Svaneke (Bornholm / Dänemark)
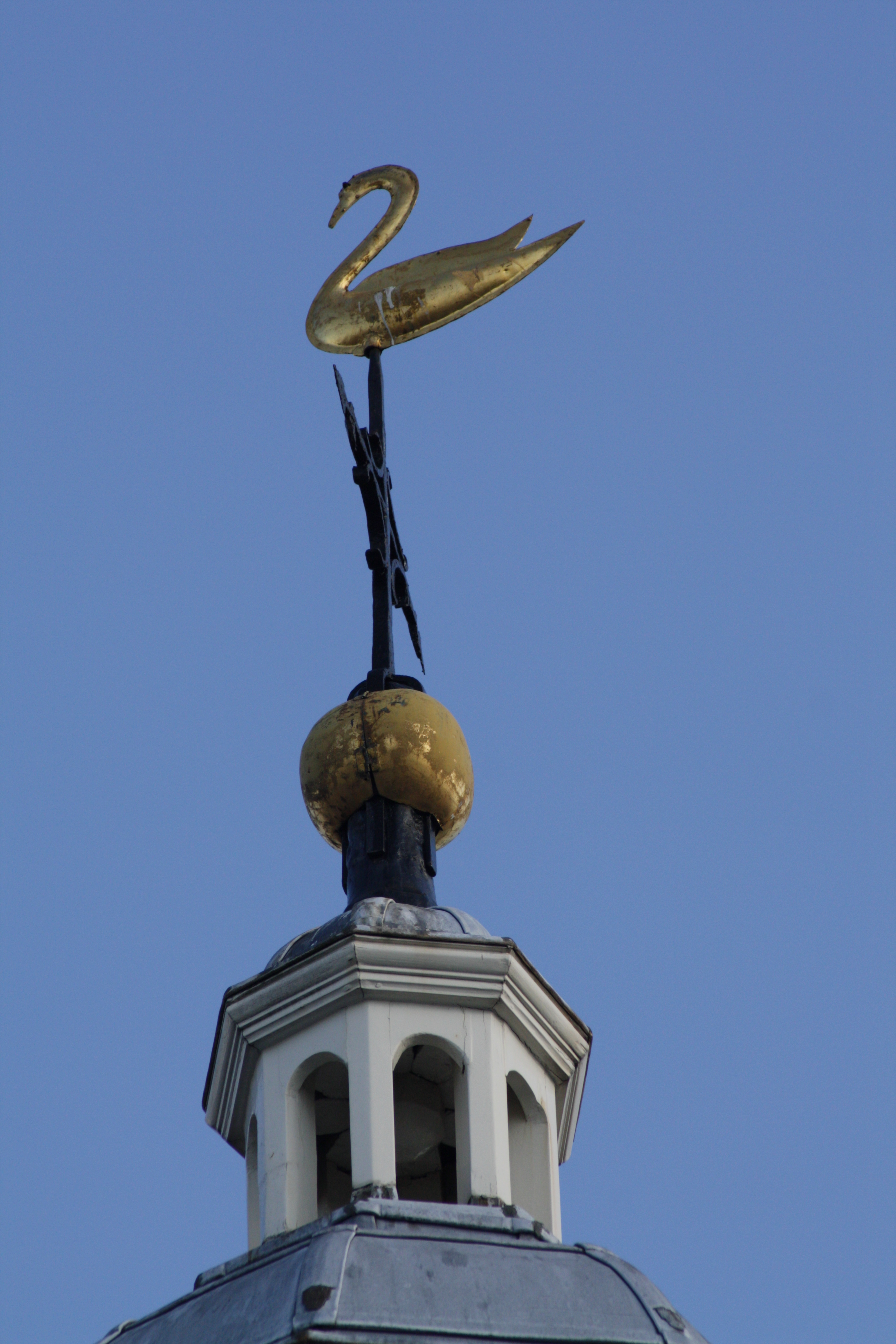
Turmspitze der Evangelisch-lutherischen Kirche Amersfoort (Niederlande)
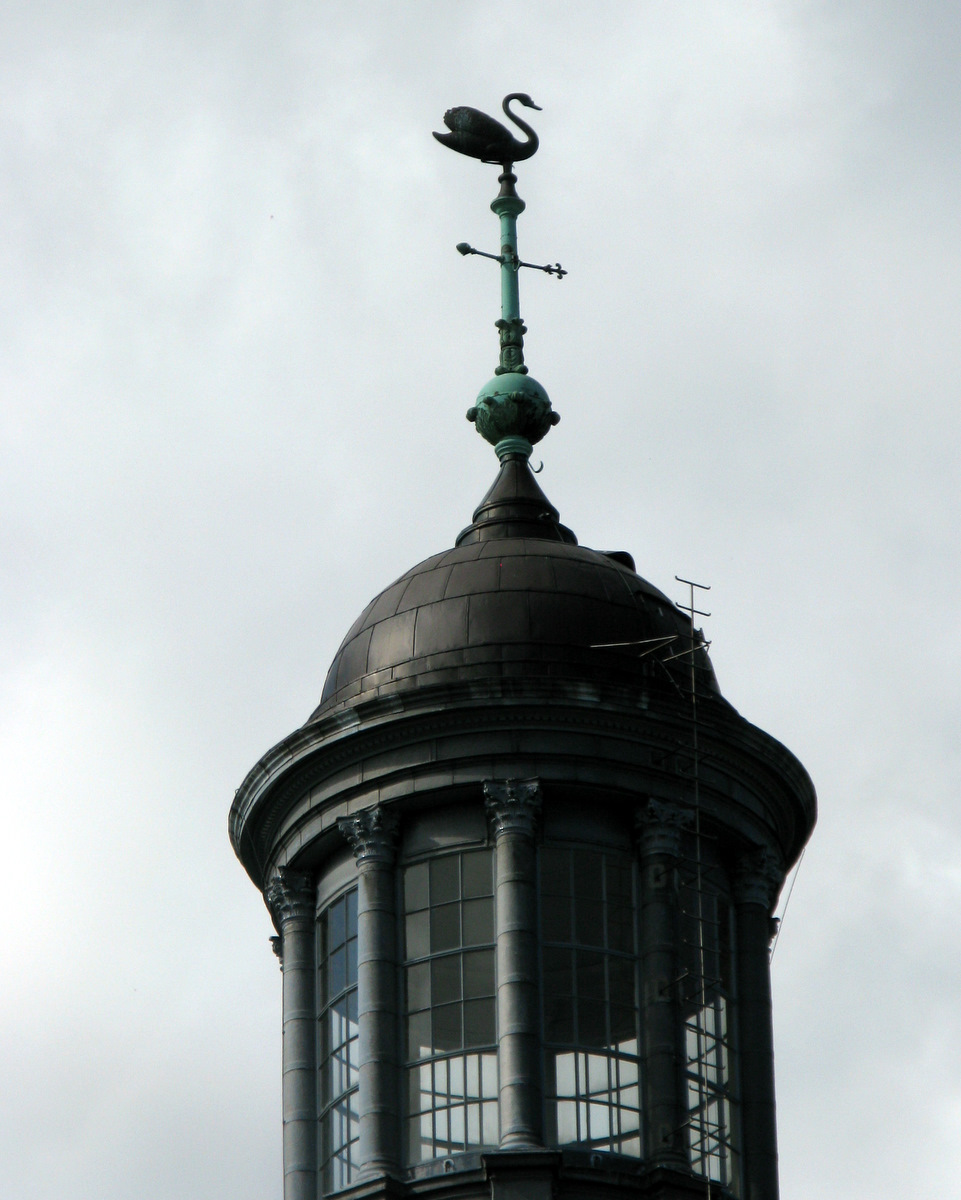
Turm der Neuen Lutherischen Kirche in Amsterdam (Niederlande)
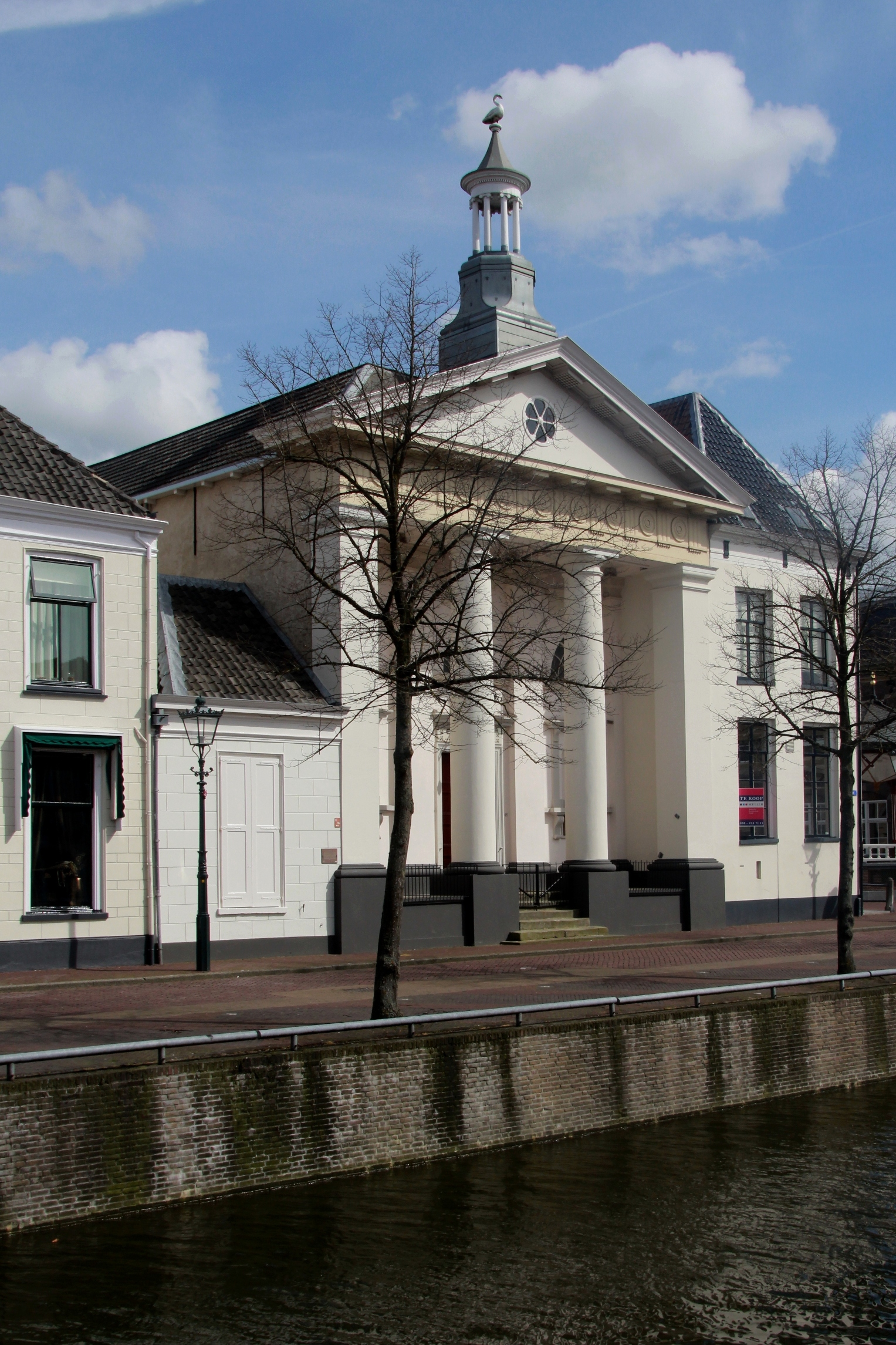
Evangelisch-lutherische Kirche in Kampen (Niederlande)
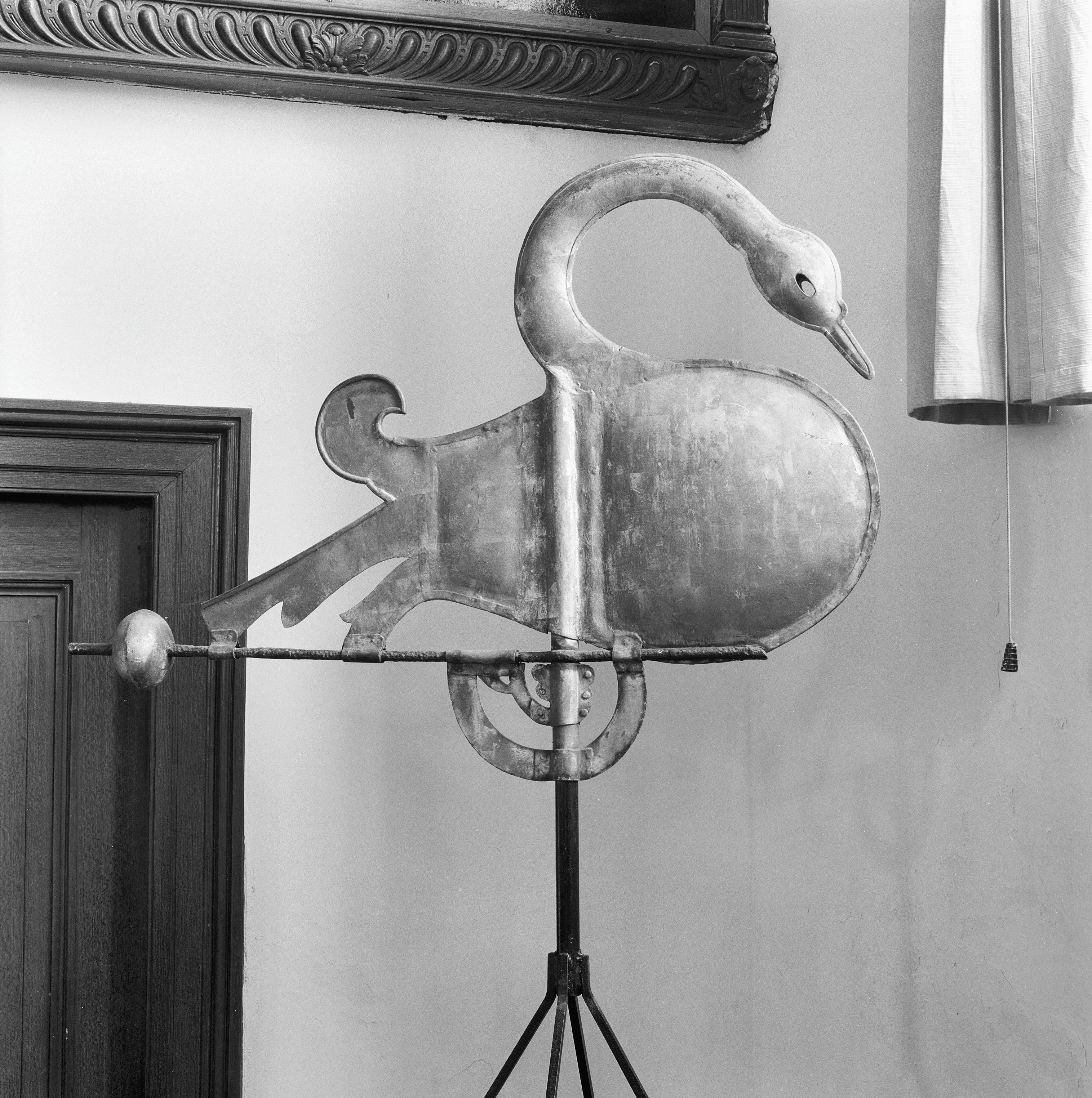
„Lutherschwan“ der Evangelisch-lutherischen Kirche in Leiden (Niederlande)

### Weitere Kirchen, Kirchen- und Glockentürme mit „Lutherschwänen“
- Evangelisch-lutherische Kirche in Amdorf
- Evangelisch-lutherische Bonifatius-Kirche Arle[15]
- Evangelisch-lutherische St.-Petri-Kirche in Aurich-Oldendorf
- Evangelisch-lutherische Kirche St. Laurentius und St. Vincenz in Backemoor
- Evangelisch-lutherische Kirche Bagband[6]
- Evangelisch-lutherische Inselkirche auf Baltrum[16][17]
- Evangelisch-lutherische Kirche in Bangstede
- Evangelisch-lutherische Friedenskirche in Berndorf[18]
- Evangelisch-lutherische Kirche Bloherfelde[19][20][21]
- Evangelisch-lutherische St.-Sebastian-und-St.-Vincenz-Kirche in Breinermoor
- Evangelische Kirche in Büderich[22][23][24]
- Evangelisch-lutherische St.-Florian-Kirche in Burhafe
- Evangelisch-lutherische Christus-Kirche in Cäciliengroden[25]
- Evangelisch-lutherische Dreifaltigkeitskirche in Collinghorst
- Evangelisch-lutherische St.-Stephani-und-Bartholomäi-Kirche in Detern
- Evangelisch-lutherische Markuskirche in Emden[26]
- Martin-Luther-Kirche in Emden[26]
- Evangelisch-lutherische Kirche Johannes der Täufer in Engerhafe
- Evangelisch-lutherische St.-Stephanus-Kirche in Fedderwarden
- Evangelisch-lutherische St.-Paulus-Kirche Filsum
- Evangelisch-lutherische Andreaskirche in Firrel
- Evangelische Kirche Nierswalde in Goch[27][28]
- Evangelische Ostkirche Pfalzdorf in Goch[28][29]
- Evangelisch-lutherische Pfarrkirche St. Marien in Göttingen
- Evangelisch-reformierte Kirche in Groothusen[30]
- Evangelisch-lutherische Maria-Magdalena-Kirche in Hatshausen
- Evangelisch-lutherische Pauluskirche in Heisfelde
- Evangelisch-lutherische Liudgerikirche in Hesel
- Evangelisch-lutherische Christus-Kirche in Hollen
- Martin-Luther-Kirche in Holterfehn
- Evangelisch-lutherische Marienkirche in Holtland
- Evangelisch-lutherische St.-Mauritius-Kirche in Horsten
- Evangelisch-lutherische St.-Elisabeth-Kirche in Hude[31]
- Evangelisch-lutherische Trinitatiskirche in Langholt
- Lutherkirche in Leer[32]
- Evangelisch-lutherische Christuskirche in Leer
- Evangelisch-lutherische Emmaus-Kirche Leezdorf[26]
- Martin-Luther-Kirche Leybuchtpolder[26]
- Evangelisch-lutherische Friedenskirche in Loga
- Evangelisch-lutherische Kirche in Logabirum
- Evangelisch-lutherische Kirche in Loquard[26]
- Evangelisch-lutherische Kreuzkirche in Marcardsmoor
- Evangelisch-lutherische Kirche in Middoge
- Evangelisch-lutherische St.-Severinus-und-Jacobus-Kirche in Minsen
- Evangelisch-lutherische Kirche zum guten Hirten in Münkeboe
- Evangelisch-lutherische Kirche in Neuburg
- Evangelisch-lutherische Kirche in Neustadtgödens[25]
- Evangelisch-lutherische Warnfried-Kirche Osteel[26]
- Evangelisch-lutherische St.-Antonius-Kirche in Petkum[26]
- Evangelisch-lutherische Nicolai-Kirche in Pewsum[26]
- Lutherkirche in Pirmasens[33]
- Evangelisch-lutherische Andreaskirche in Plaggenburg
- Evangelisch-lutherische Kirche in Pogum
- Evangelisch-lutherische St.-Martin-Kirche in Potshausen
- Evangelisch-lutherische Johannes-Kirche Rechtsupweg[26]
- Evangelisch-lutherische St.-Martin-Kirche in Remels
- Evangelisch-lutherische St.-Matthäus-Kirche Resterhafe
- Evangelisch-lutherische Kirche in Rhaude[34]
- Evangelische Kirche zu Ribbeck[6][35]
- Evangelisch-lutherische Kirche in Riepe
- Evangelisch-lutherische Kirche Roggenstede
- Evangelisch-lutherische Pfarrkirche St. Peter und Paul in Rüdenhausen
- Evangelische St. Georgskirche in Schermbeck[22][36]
- Evangelisch-lutherische St.-Johannes-Kirche in Schwanewede[13][37]
- Evangelisch-lutherische St.-Florian-Kirche in Sillenstede
- Evangelisch-lutherische Alte Inselkirche auf Spiekeroog
- Neue evangelisch-lutherische Kirche auf Spiekeroog
- Evangelisch-lutherische St.-Ägidien-Kirche in Stedesdorf
- Evangelische Vogelsangkirche in Stolberg[38]
- Evangelisch-lutherische Barbara-Kirche in Strackholt
- Evangelisch-lutherische St.-Marien-Kirche in Thunum
- Gnadenkirche Tidofeld
- Evangelisch-lutherische Petrus-und-Paulus-Kirche in Timmel
- Evangelisch-lutherische Peter-und-Paul-Kirche in Völlen
- Martin-Luther-Haus in Völlenerfehn
- Evangelisch-lutherische St.-Martin-Kirche in Voslapp[39][40]
- Evangelisch-lutherische Matthäuskirche Wallinghausen[41]
- Evangelisch-lutherische St. Marienkirche in Waren (Müritz)[42]
- Evangelisch-lutherische Erlöserkirche in Weener
- Lutherhaus Wesel[22]
- Evangelisch-lutherische Kirche Westerbur
- Evangelisch-lutherische St.-Martins-Kirche in Westerende-Kirchloog
- Evangelisch-lutherische St.-Petri-Kirche in Westerstede
- Evangelisch-lutherische Auferstehungskirche in Westerstede-Ihausen
- Evangelisch-lutherische Hoffnungskirche in Westrhauderfehn
- Evangelisch-lutherische Johannes-der-Täufer-Kirche in Wiesens
- Evangelisch-lutherische Marienkirche in Woquard[26]
- Evangelisch-lutherische Alte Kirche Wupperfeld in Wuppertal-Barmen
- Evangelisch-lutherische Kirche in Den Haag (Niederlande)[43]
- Evangelisch-lutherische Kirche in Den Helder (Niederlande)[44]
- Evangelisch-lutherische Kirche Stadskanaal (Niederlande)[45]
- Evangelisch-lutherische Kirche in Utrecht (Niederlande)[46]
- Mittelalterliche Kirche von Zuidwolde (Niederlande)[47]

### Lutherschwan
- Wilhelm Rotscheidt: Kirchturmspitzen im Rheinland. In: Monatshefte für Rheinische Kirchengeschichte. Bd. 34, Evangelischer Pressverband für das Rheinland, Essen 1940, S. 33 f., Digitalisat (40,1 MB).
- Friedrich Goethe: Der Schwan auf Kirchen Ostfrieslands und Oldenburgs. In: Ostfriesland – Zeitschrift für Kultur Wirtschaft und Verkehr 1971/4; Ostfriesische Landschaft (Hrsg.), Verlag Rautenberg, Leer 1971, S. 7–19.
- J. K. Schendelaar: Luther, de Lutheranen en de Zwaan. Verlag Dabar/boekmakerij Luyten, Aalsmeer/Woerden 1993.
- Lutherhalle Wittenberg in Verbindung mit Gerhard Seib (Hrsg.): Luther mit dem Schwan. Tod und Verklärung eines großen Mannes. Verlag Schelzky & Jeep, Berlin 1996, ISBN 3-89541-120-5, (Ausstellungskatalog).
- Ummo Lübben: Wetterschwäne auf lutherischen Kirchen zwischen Ems und Jade. SKN Druck und Verlag, Norden 2010, ISBN 978-3-939870-35-7.
- Brage Bei der Wieden: Luther und der Schwan. In: Brage Bei der Wieden: Mensch und Schwan – Kulturhistorische Perspektiven zur Wahrnehmung von Tieren. transcript Verlag, Bielefeld 2014, ISBN 978-3-8376-2877-7, S. 180 ff.